# مايك سميثسون
مايك سميثسون (بالإنجليزية: Mike Smithson) هو لاعب كرة قاعدة أمريكي، ولد في 21 يناير 1955 في سنترفيل في الولايات المتحدة.

## وصلات خارجية
- مايك سميثسون على موقعبيزبول رفرنس.كوم (الدوري الرئيسي) (الإنجليزية)
- مايك سميثسون على موقعبيزبول رفرنس.كوم (الدوري الثانوي) (الإنجليزية)
- مايك سميثسون على موقع مشجعي الرسوم البيانية (الإنجليزية)
- مايك سميثسون على موقع كلية كرة السلة في سبورتس رفرنس.كوم (الإنجليزية)